# Estrada União e Indústria

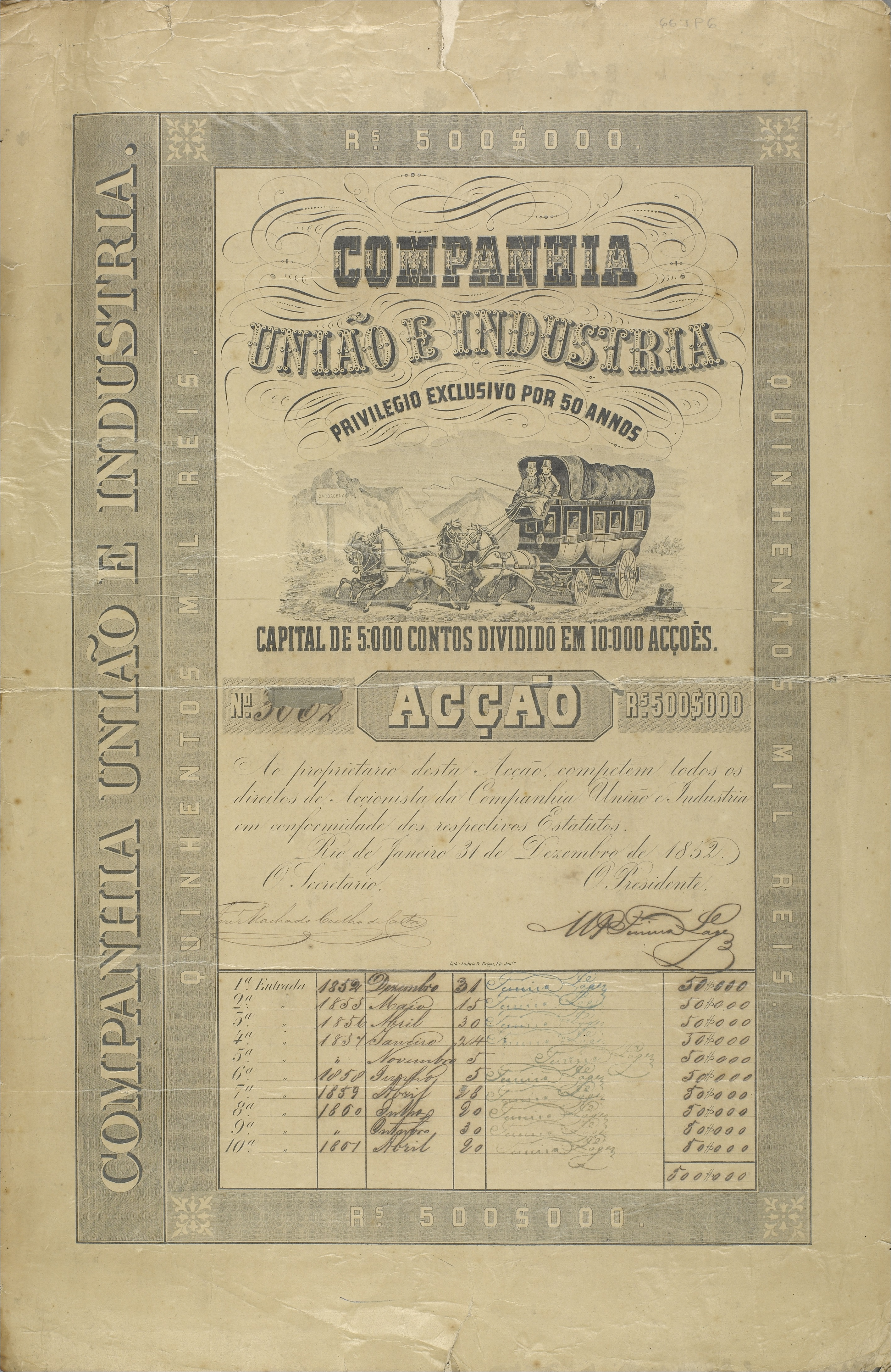
Ação da Companhia União e Indústria, em 1852. Sob a guarda do Arquivo Nacional.

A Estrada de Rodagem União e Indústria, ligando a cidade de Petrópolis a Juiz de Fora, foi a primeira rodovia macadamizada da América Latina, inaugurada em 23 de junho de 1861 por Dom Pedro II.
O projeto da estrada começou em 1854 quando o comendador Mariano Procópio Ferreira Lage recebeu a concessão por 50 anos para a construção de custeio de uma rota que, partindo de Petrópolis, se dirigisse à margem do rio Paraíba. Mariano Procópio criou então a Companhia União e Indústria, que deu nome à estrada e cujo lucro provinha do pedágio por mercadoria cobrado dos usuários da rota.
Os trabalhos tiveram início em 12 de abril de 1856 com a presença do Imperador Dom Pedro II e a família imperial, e a placa que registra o evento ainda pode ser vista no início da avenida Barão do Rio Branco, em Petrópolis. O primeiro trecho a ser finalizado, inaugurado em 18 de abril de 1858, ligava Vila Teresa a Pedro do Rio, num total de 30,865 metros. De Pedro do Rio a obra seguiu até Posse, dois anos e 14 quilômetros depois. Finalmente, em 23 de junho de 1861, Dom Pedro II e representantes da Corte e da Companhia União Indústria percorreram em diligência os 144 quilômetros da primeira rodovia macadamizada brasileira, inaugurando a união entre Petrópolis e Juiz de Fora.
Nesse mesmo ano de 1861, o alemão Sebastian Kunz fundou a primeira cervejaria de Minas Gerais, a Cervejaria São Pedro, mais conhecida como Cervejaria Barbante, dando início ao polo cervejeiro de Juiz de Fora.
O surgimento da estrada foi definitivo para esta última, transformando Juiz de Fora, ainda em desenvolvimento, numa importante rota comercial entre os dois estados. Deu origem também ao primeiro guia de viagens do Brasil, escrito pelo alemão Revert Henrique Klumb, fotógrafo do imperador, e intitulado "Doze Horas em Diligência - Guia do Viajante de Petrópolis a Juiz de Fora". Editado em 1872, o livro descrevia com textos e imagens a fantástica viagem.
Com o tempo a estrada original foi sendo absorvida e alterada em diversos trechos. Entre Petrópolis e Itaipava, e entre Areal e Alberto Torres, novas estradas foram abertas na metade do século XX, e em 1980 toda a estrada foi substituída pela BR-040 no trecho entre o Rio de Janeiro e Juiz de Fora, rodovia moderna de pistas duplas, que absorveu partes das estradas antigas, deixando a antiga União e Indústria apenas para o tráfego local. 
Hoje a estrada faz parte dos sistemas rodoviários estaduais do Rio de Janeiro e Minas Gerais, sendo denominada RJ-134 entre Petrópolis e Areal, BR-393 em Três Rios, RJ-131, entre Três Rios e Comendador Levy Gasparian, RJ-151 entre Comendador Levy Gasparian e Montserrat, MG-874 entre Simão Pereira e Matias Barbosa e finalmente BR-267 entre esta última cidade e Juiz de Fora.
Da antiga União e Indústria ainda restam várias construções e pontes, destacando-se a Ponte de Santana em Alberto Torres, restaurada pelo governo. Ainda existem também o Viaduto Domingos da Veiga Soares em Areal, a Ponte das Garças em Três Rios e a antiga Estação de Paraibuna em Mont'Serrat, município de Comendador Levy Gasparian, construída em 1856 para a troca das mulas durante as diligências (procedimento realizado várias vezes na viagem entre Petrópolis e Juiz de Fora). Situada em um bonito chalé em estilo francês, a Estação abriga atualmente o Museu Rodoviário, onde é possível vislumbrar em detalhes a história da União e Indústria e do rodoviarismo brasileiro. O Museu foi inaugurado em 23 de junho de 1972. Grande destaque no Museu Rodoviário é a diligência Mazeppa que transportou Pedro II na viagem inaugural da estrada entre Petrópolis e Juiz de Fora. A Mazeppa é a única diligência que sobrou das que percorreram a União e Indústria.